# 곽민규
곽민규(1987년 10월 1일 ~ )는 대한민국의 배우이다.

## 학력
- 건국대학교 영화과

## 출연작

### 영화
- 《더 킬러스》 (2024년) - 종세 역
- 《컨버세이션》 (2023년) - 필재 역
- 《젠틀맨》 (2022년) - 도준호 역
- 《창밖은 겨울》 (2022년) - 공석우 역
- 《소피의 세계》 (2022년) - 종구 역
- 《생각의 여름》 (2021년) - 민구 역
- 《메이드 인 루프탑》 (2021년) - 민호 역
- 《혼자 사는 사람들》 (2021년) - 타임머신 남 역 (목소리)
- 《마운틴 뷰》 (2020년) - 양승근 역
- 《파도를 걷는 소년》 (2020년) - 김수 역
- 《이장》 (2020년) - 백승락 역
- 《오늘, 우리》 (2019년) - 승준 역
- 《한낮의 피크닉》 (2019년) - 아들 이동원 역
- 《생일》 (2019년) - 사촌동생 역
- 《내가 사는 세상》 (2019년) - 민규 역
- 《너 같은 사람》 (2018년)
- 《홍콩멜로》 (2018년) - 민규 역
- 《눈물》 (2018년) - 홍민 역
- 《오래달리기》 (2018년)
- 《백 프롬 더 비트》 (2017년) - 민규 역
- 《갈퀴》 (2017년) - 기철 역
- 《당신도 주성치를 좋아하시나요?》 (2017년) - 민규씨 역
- 《장기왕: 가락시장 레볼루션》 (2017년) - 기자 2 역
- 《뿡빵삥뽕인형극장》 (2016년) - 호랑이 역
- 《그녀의 이별법》 (2016년)
- 《승부조작》 (2016년) - DOPS #07 역
- 《검은 돼지》 (2015년) - 민철 역
- 《더 폰》 (2015년) - 청계천 경찰 3 역
- 《산》 (2014년) - 현 선배 역
- 《족구왕》 (2014년) - 해병순찰대 역
- 《18: 우리들의 성장 느와르》 (2014년) - 부천고 패거리 3 역
- 《젊은 예술가들》 (2013년) - 영태 역

### 드라마
- 《모범택시》 (2021년, SBS) - 전진원 역
- 《아무것도 하고 싶지 않아》 (2022년, ENA) - 배성민 역
- 《모범택시 시즌2》 (2023년, SBS) - 전진원 역

### 뮤직비디오
- 프라이머리 - 공드리

## 수상
- 2016년 제4회 박카스 29초 영화제 일반부 장려상
- 2018년 제18회 전북독립영화제 현대옥상 배우상
- 2019년 제20회 전주국제영화제 배우상 수상
- 2020년 제40회 한국영화평론가협회상 남자 신인상
- 2021년 제8회 들꽃영화상 남우주연상